# 稲葉修
稲葉 修（旧字体：稻葉 修、いなば おさむ、1909年11月19日 - 1992年8月15日）は、日本の政治家、文部大臣（第94代）、法務大臣（第34代）、衆議院議員（14期）。法学博士。
兄の稲葉圭亮も政治家で衆議院議員だった。長男は元衆議院議員の稲葉大和。

## 来歴
1909年11月19日、現在の新潟県村上市に生まれる。村上中学、旧制山形高校といずれの学校でもいわば武勇伝（中学では生徒会長として祭りの日に学校を休みにしろと同盟休校を主導したため、高校ではカンニングが発覚したため）での中途退学を経て、1936年中央大学法学部独法学科を卒業。1940年中央大学大学院を修了。1945年中央大学教授に就任。憲法や行政法を講じていた。1962年法学博士号を取得。
1947年の第23回衆議院議員総選挙に民主党公認で旧新潟2区から立候補するも落選。1949年の第24回衆議院議員総選挙で初当選。以後、当選14回。
改進党で立候補した1952年の第25回衆議院議員総選挙で落選したが、1953年の第26回衆議院議員総選挙で国政復帰。その後日本民主党を経て自由民主党に参加。自民党では河野派→中曽根派に所属。自民党憲法調査会長として、憲法改正を党の方針とする談話を発表した。石橋内閣で文部政務次官、第1次田中角栄内閣で文部大臣、三木武夫内閣で法務大臣を歴任した。
法務大臣就任については、当初、三木首相は坂田道太を法務大臣に、稲葉を防衛庁長官に充てるつもりだったが、「腰の曲がった稲葉が防衛庁長官では見映えが悪い」と松野頼三が三木に進言したために、坂田が防衛庁長官に就任した。
法務大臣在任中の1975年5月3日に自主憲法制定の国民会議で「日本国憲法は欠陥憲法」と発言して当時主流の護憲派の糾弾を受けた。同年に日本赤軍によるクアラルンプール事件が発生して獄中同志の釈放を要求された際には、三木内閣の関係大臣の協議の結果として釈放に応じることになり、法務大臣として検事総長布施健に検察庁法第14条が準用される形で指揮権が発動され、5人のメンバーが超法規的措置で釈放された。1976年にロッキード事件が発覚。法相として新聞のインタビューで「これまで逮捕した連中は相撲に例えれば十両か前頭。これからどんどん好取組が見られる」「捜査は奥の奥まで神棚の中までやる」とコメントを残し、7月27日に検察首脳会議で決定された田中角栄逮捕を許可した。この稲葉の姿勢に対して田中派は猛反発し、それを受けて稲葉も反角栄の立場を固めることになった。
なお、田中角栄のエピソードとして、「東京拘置所に拘置されているときに、アイスクリームを自費で買えるように法務大臣に圧力を掛けて、購入できるようにした。現在でも東京拘置所ではアイスクリームが自費購入できる」というものがあるが、本当に角栄が圧力をかけたのか、そして稲葉がそれに応じたかは不明である。
一方で、ロッキード事件を受け、国会で法務大臣として質問を受けるようになると、野党議員を皮肉った放言などを繰り返した。三木首相が「（放言を）注意する」と語ったことを踏まえ、野党側がどのような注意を受けたかを問い質されると、「ぜーんぜん」の一言で片づけるなど稲葉節と呼ばれたやり取りで押し切った。
法務大臣在任中に大久保清の死刑執行命令を出したことでも知られている。稲葉が法相を務めた時期は、その前後の法務大臣と比較して死刑の執行数が増加した。更に、1桁執行の傾向を示す1972年以降で、2年連続で2桁執行（1975年：17人、1976年:12人）を行った法務大臣は稲葉修のみである。また単年で見た場合、1度に23人の死刑執行命令書に署名した田中伊三次より少なく、昭和前期並みである。
1976年暮れの総選挙では現職閣僚でありながら最下位（4位）当選。しかも、次点とは93票差で辛勝だった。これは新潟の英雄田中角栄を逮捕させたことに対する新潟県民の反発を買ったとされた。
1980年4月の春の叙勲で勲一等に叙され、旭日大綬章を受章する。
大平正芳内閣時には、三木、福田赳夫、中曽根の三派提携に動き、大角連合と鋭く対立した。1980年のハプニング解散でも所属する中曽根派の意向に反して、中尾栄一と共に反主流派の大平内閣不信任決議欠席に同調したが、第36回衆議院議員総選挙（衆参同日選挙）で落選の憂き目に会う。1983年の第37回衆議院議員総選挙で国政復帰、1990年衆議院解散に伴い、政界から引退した。
1992年8月15日、老人性肺炎と心不全のため、死去した。82歳没。同月25日、特旨を以て位記を追賜され、死没日付をもって正三位に叙され、銀杯一組を賜った。

## 人物
釣り好き、さらに好角家でもあり、日本相撲協会から請われて横綱審議委員会委員を務めた。
横綱審議委員会員時代の1986年7月場所後、日本相撲協会から北尾光司（横綱昇進後、双羽黒光司）の横綱昇進を問う審議が行われた。他の委員は昇進に賛成したものの、稲葉だけは「横綱に求められる『心・技・体』のうち、北尾は「体」だけしか持っていない。『技』は点数にするならせいぜい3、4点程度しかなく、『心』は0点だ」「北尾は一回も（幕内で）優勝していない。優勝してから横綱に上げても遅くはない」「身体は文句なしだが、精神面に甘さがある」と主張して最後まで昇進に反対したことで知られる。その稲葉の見立ては、1987年暮れに発生した双羽黒の廃業で証明される形となった。
囲碁好きでも知られ、藤沢秀行後援会会長だった。1972年に大倉喜七郎賞を受賞。
また、落語家の立川談志の要請で落語立川流の顧問にも名を連ねていた。
皮肉屋で、歯に衣着せぬ発言でも知られた。親の地盤を継ぐ世襲議員が増えてきた状況について、「政界は養殖の鮎がうようよ泳いでいるようになってしまった」と表現してみせたこともある。しかし、稲葉は後継者に長男を選んだが、落選した。
上記の役職以外に世界平和協会会長、日本の水をきれいにする会会長を務めた。

## 著作
- 『西ドイツ基本法制定史の考察』昭文社 1961年
- 『道 稲葉修対談選集』IN通信社出版部 1982年
- 『鮎釣り海釣り』二見書房 1982年
- 『これでも黙っていられるか!』ロングセラーズ 1983年
- 『後生畏るべし―本音を吐いて、あの世へ行こう』東京新聞出版局 1988年
- 『稲葉修回想録』新潟日報事業社出版部 1989年
- 『それでも親か!―明治のがんこじいさんが教える“躾の憲法”』1991年 ごま書房